# Aleksander Zawadzki
Aleksander Zawadzki (Dąbrowa Górnicza, 16 dicembre 1899 – Varsavia, 7 agosto 1964) è stato un militare e politico polacco.

## Biografia
Durante la seconda guerra mondiale riparò in Unione Sovietica dove, a partire dal 1942, riorganizzò l'esercito polacco.
Nel 1944 e nel 1945 fu vice comandante supremo per gli affari politici dell'esercito popolare polacco.
Tra il 1945 ed il 1948 fu presidente della regione dell'Alta Slesia e dal 1952 al 1964 fu Presidente del Consiglio di Stato polacco.